# Konferencja Zgromadzeń Regionalnych o Uprawnieniach Legislacyjnych

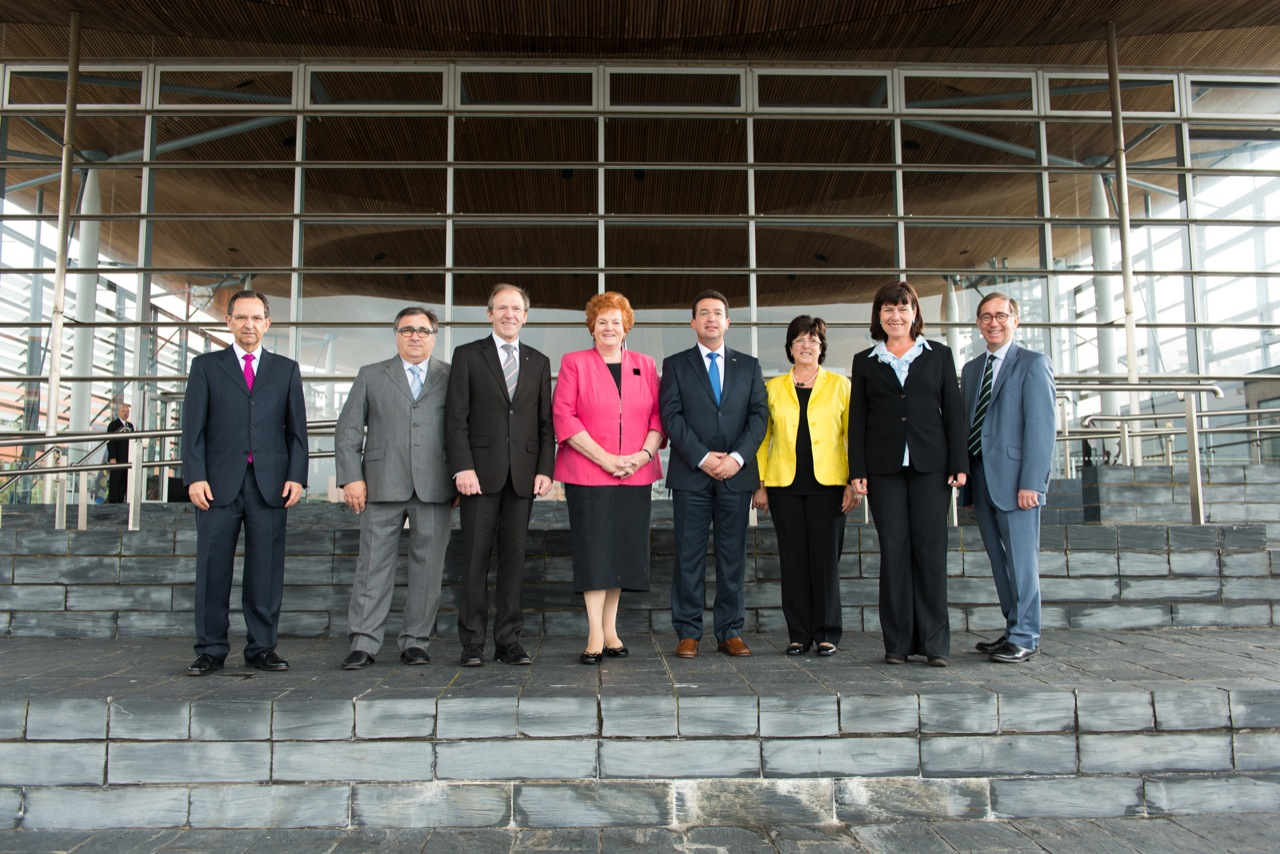
Konferencja CALRE w Parlamencie Walijskim (13 lipca 2012)

Konferencja Zgromadzeń Regionalnych o Uprawnieniach Legislacyjnych (fr. Conférence des Assemblées législatives régionales européennes, skr. CALRE) – nie mające osobowości prawnej forum współpracy regionów Unii Europejskiej posiadających najwyższy zakres kompetencji.
Konferencja powstała w 1997 w Oviedo. Zrzesza 72 regiony europejskie z ośmiu państw:
- landy niemieckie,
- landy austriackie,
- regiony belgijskie,
- regiony włoskie,
- hiszpańskie wspólnoty autonomiczne,
- regiony cieszące się specjalnymi uprawnieniami w ramach państw unitarnych:
  - Szkocja, Walia, Irlandia Północna (do czasu Brexitu),
  - Azory, Madera,
  - Wyspy Alandzkie[1][3].

Forum zostało powołane w przekonaniu, że system instytucjonalny Unii Europejskiej w niewystarczającym stopniu uwzględnia sytuację regionów mających kompetencje prawodawcze, stawiając je w charakterze obserwatorów i odbiorców unijnych aktów prawnych. Konferencja stanowi lobby skupiające najsilniejsze ekonomicznie regiony Unii, w związku z czym jej waga polityczna jest znacząca.
Według deklaracji forum misją konferencji jest dogłębne zgłębianie zasad demokracji i partycypacji w ramach Unii Europejskiej, obrona wartości i zasad demokracji regionalnej oraz wzmacnianie powiązań między regionalnymi zgromadzeniami ustawodawczymi.